# Sender Stari Grad
Der Sender Stari Grad ist eine Sendeanlage für Hörfunk und Fernsehen, die sich auf der Burg der slowenischen Stadt Celje befindet.

## Frequenzen und Programme

### Analoger Hörfunk (UKW)
| Frequenz (MHz) | Programm       | RDS PS   | RDS PI | Regionalisierung | ERP (kW) | Antennendiagramm rund (ND)/gerichtet (D) | Polarisation horizontal (H)/vertikal (V) |
| -------------- | -------------- | -------- | ------ | ---------------- | -------- | ---------------------------------------- | ---------------------------------------- |
| 95,5           | Radio Veseljak | VESELJAK | 9449   | Slovenija        | 0,5      | D (290–30°)                              | V                                        |

### Digitales Fernsehen (DVB-T)
DVB-T wird im Gleichwellenbetrieb (SFN) mit anderen Senderstandorten ausgestrahlt:
| Kanal | Frequenz (in MHz) | Multiplex         | Programme im Multiplex                                   | ERP (in kW) | Antennen- diagramm rund (ND) / gerichtet (D) | Polarisation horizontal (H) / vertikal (V) |
| ----- | ----------------- | ----------------- | -------------------------------------------------------- | ----------- | -------------------------------------------- | ------------------------------------------ |
| 27    | 522               | MUX-A/Vzhod (Ost) | - TV SLO 1 - TV SLO 2 - TV SLO 3 - TV Maribor - TV Koper | 0,1         | D                                            | H                                          |

### Analoges Fernsehen (PAL)
Bis zur Umstellung auf DVB-T im Jahr 2010 diente der Sender Celje weiterhin für analoges Fernsehen. Die Verbreitung von TV Zagreb wurde lange Zeit vor der Umstellung eingestellt.
| Kanal | Frequenz (MHz) | Programm            | ERP (kW) | Sendediagramm rund (ND)/ gerichtet (D) | Polarisation horizontal (H)/ vertikal (V) |
| ----- | -------------- | ------------------- | -------- | -------------------------------------- | ----------------------------------------- |
| 29    | 535,25         | TV SLO 1            | 0,03     | D (7°, 180–315°)                       | H                                         |
| 37    | 599,25         | TV SLO 2            | 0,03     | D (7°, 180–315°)                       | H                                         |
| 45    | 663,25         | TV Zagreb 1 (HRT 1) | 0,03     | D (7°, 180–315°)                       | H                                         |